# كلية علوم الأرض بجامعة الملك عبد العزيز
تأسست كلية علوم الأرض بجامعة الملك عبد العزيز في عام 1390، وتعتبرأقدم المؤسسات التعليمية في مجال الدراسات العليا في العلوم التطبيقية بالمملكة العربية السعودية.

## التأسيس
في عام 1390هـ أُنشئ مركز الجيولوجيا التطبيقية التابع لوزارة البترول والثروة المعدنية (وزارة الطاقة والصناعة والثروة المعدنية حاليا) الذي يهدف إلى تدريب الجيولوجيين في مجالات الجيولوجيا الحقلية للبحث عن الثروة المعدنية من خلال تأهيلهم لدرجات الدبلوم العالي والماجستير
وفي عام 1395هـ الحق المركز بجامعة الملك عبد العزيز تحت اسم معهد الجيولوجيا التطبيقية وبعد ذلك بثلاث سنين أدمج قسم الجيولوجيا بكلية العلوم بالجامعة مع المعهد وذلك تحت مسمى كلية علوم الأرض
تمنح الكلية درجة البكالوريوس والماجستير والدكتوراه في جميع أقسامها الستة بالإضافة إلى قسم التدريب الفني الذي يمنح درجة الدبلوم الفني (سنتين بعد الثانوية العامة)
حصلت كلية علوم الأرض بجامعة الملك عبد العزيز على شهادة الاعتماد الأكاديمي لجميع برامج الكلية، كما حصلت على شهادة الأيزو العالمية للجودة (ISO 9001:2000)

## أهداف الكلية
- إعداد الكوادر المتخصصة في مجالات علوم الأرض على مستويات البكالوريوس والماجستير والدكتوراه
- القيام بالبحوث الأكاديمية والتطبيقية في أفرع علوم الأرض المختلفة وتقديم الاستشارات العلمية والفنية للوزارات المختلفة ذات العلاقة
- نشر الوعي العلمي الصحيح في المجتمع عن علوم الأرض لدى الأفراد وخصوصا فيما يتعلق بالمحافظة على البيئة والثروات الوطنية الكبرى
- تشجيع وتنمية الجهود المبذولة في مجال التعريب لعلوم الأرض عن طريق الترجمة للكتب العالمية وتشجيع التأليف في مجالات علوم الأرض المختلفة

## أقسام كلية علوم الأرض
- الثروة المعدنية والصخور. يرأسه الدكتور / عبدالله عسيري.
- الجيولوجيا البنائية والاستشعار عن بعد يرأسه الدكتور / عبد الرحمن أحمد شجون كما يشغل منصب وكيل الكلية.
- الجولوجيا الفيزيائية. يرأسه الأستاذ الدكتور / علي هادي عاطف
- جيولوجيا المياه. يرأسه الأستاذ الدكتور / علي الصبياني كما يشغل منصب عميد الكلية
- الجيولوجيا الهندسية والبيئية.يرأسه الأستاذ الدكتور / بدر عبده حكمي كما يشغل منصب وكيل الكلية للدراسات العليا.
- جيولوجيا البترول والترسبات.يرأسه الدكتور / فيصل القحطاني.

## وحدة الدراسات والظواهر الجيولوجية
أنشأت وحدة دراسات الظواهر الجيولوجية عام 1425هـ، تقوم الوحدة بالدراسات والاستشارات العلمية لإنشاء قاعدة بيانات موحدة للظواهر الجيولوجية بالمنطقة الغربية تقوم على تقنية نظم المعلومات الجغرافية (GIS) وتصب فيها مختلف الدراسات الجيولوجية المتخصصة.
تتكون الوحدة من خمسة شعب للدراسات والأبحاث في مجالات جيولوجية متنوعة هي:
- شعبة دراسات الظواهر الزلزالية والجيوفيزيقية
- شعبة دراسات الظواهر البركانية (الحرات)
- شعبة دراسات الظواهر الجيوهندسية والجيوتقنية
- شعبة دراسات الظواهر التكتونية والاستشعار عن بعد
- شعبة دراسات السيول واستنزاف المياه الجوفية

رابط الوحدة

## مجلة الكلية
تصدر كلية علوم الأرض مجلة علمية باسم مجلة «جامعة الملك عبد العزيز: علوم الأرض» حيث أصدرت الكلية حتى العام 1428 هـ (18) إصدار وبلغ عدد الأبحاث التي نشرت بها ما يقارب (160) بحثاً

## المتحف التعليمي
يمتد المتحف على مسافة 400 م2 في المبنى الرئيسي لكلية علوم الأرض، يحتوي على آلاف العينات والشرائح والخرائط والصور الفوتوغرافية والنماذج الصخرية لمجالات علوم الأرض المتعددة وخاصة علم الصخور والمعادن الاقتصادية ويحتوي على أنواع وأماكن تواجد الثروات الطبيعية بالمملكة، كما أنه يشارك في المعارض والمؤتمرات التي تقام داخل وخارج الجامعة.
يتوافد الزوار من داخل المملكة وخارجها على المتحف الطبيعي لأن له دوراً هاماً وبارزاً في نشر الثقافة الجيولوجية.

## المكتبة
توفر مكتبة الكلية خدمة متميزة لتأمين متطلبات الطلبة وأعضاء هيئة التدريس عن طريق تجميع مصادر البحث العلمي والمعرفة الجيولوجية من كتب ودوريات وتقارير وخرائط بالإضافة إلى مجموعة من المراجع العلمية العامة؛ كما أن مكتبة الجامعة المركزية تتضمن عديد من الكتب المتخصصة ومراجع المعرفة العامة
تشترك المكتبة المركزية في ستة عشرة قاعدة معلومات رئيسية ويتم تحديث المعلومات كل ثلاث شهور، تضم قواعد المعلومات تلك قاعدتين على قدر كبير من الأهمية وهما «جيوريف» والتي يتولى إصدارها المعهد الأمريكي للجيولوجيا وقاعدة «مصادر المياه»

## وصلات خارجية
- الموقع الرسمي للكلية.